# Уго Секо
Уго Секо (роден на 17 юни 1988 г. в Лоуза) е португалски футболист, който играе като полузащитник. От лятото на 2016 г. е състезател на Черно море (Варна).

## Кариера
Секо започва професионалната си кариера в Анадиа, след което играе в още няколко нискоразредни отбори в Португалия.
През 2014 г. подписва договор с елитния Академика Коимбра. За два сезона записва 43 мача с 1 гол в Примейра Лига. Бележи победното попадение на 10 януари 2016 г. при успеха на Академика с 2:1 над Тондела.
През юли 2016 г. подписва договор с Черно море (Варна).